# Liste der Mitglieder des Réseau Ceux de la Manipule
Diese Tabelle ist eine Aufstellung der Mitglieder des Réseau Ceux de la Manipule. Es kann als Aktionsdienst bzw. Geheimdienst des Ceux de la Résistance bezeichnet werden. Es wurde im März 1943 gegründet. Es gab bei diesem Réseau drei Untergrundnetzwerke RR, 57 und Max. Ihm gehörten ca. 600 Agenten an. Ca 200 der Agenten waren von Verhaftungen, Deportationen und Todesfällen betroffen. Diese Tabelle erhebt keinen Anspruch auf Vollständigkeit.
| Name                                                | Ref.          | Geburtsjahr/-ort                           | Sterbejahr/-ort Todesursache                                | Beruf                          | Anmerkungen  | Foto |
| --------------------------------------------------- | ------------- | ------------------------------------------ | ----------------------------------------------------------- | ------------------------------ | ------------ | ---- |
| Pierre Arrighi                                      | [ 3 ]         | 1921 in Paris                              | 1944 im Schloss Hartheim                                    | Student (Jura)                 |              |      |
| Gustave Bannier                                     | [ 4 ]         | 1918 in Guisseny                           | 1965 in Brest                                               |                                | (Max)        |      |
| Charles Bedel                                       | [ 5 ]         | 1920 in Le Quiou                           | 1981 in Léhon                                               |                                | (Max)        |      |
| Michel Bedel                                        |               | 1918 in Neuilly-sur-Seine                  |                                                             |                                |              |      |
| Christiane Cavelier de Cuverville (Christiane Rème) | [ 6 ]         | 1923 in Bonn                               | 2019                                                        | Studentin                      |              |      |
| Gustave Coliez                                      | [ 7 ]         | 1898 in Pecquencourt (Nord)                | 1943 in Angers (Maine-et-Loire)                             | Architekt                      |              |      |
| Guy Le Corre                                        | [ 8 ]         | 1911 in Dol-de-Bretagne                    | 2006 in Rennes                                              |                                | (57)         |      |
| André Denizou                                       | [ 9 ]         | 1913 in Marseille                          | 1996 in Saint-Cloud                                         | Ingenieur                      |              |      |
| Louis Ducasse                                       | [ 10 ]        | 1917 in Paris                              | 2002 in Quimper                                             | Mechaniker                     | (Max)        |      |
| Jean Étève                                          |               | 1897 in Ausac                              |                                                             |                                |              |      |
| Marie-Antoinette Gavet                              | [ 11 ]        | 1918 in Aillant-sur-Tholon                 | 1998 in Groix                                               | Studentin (Medizin)            | (57)         |      |
| René Herr                                           | [ 12 ]        | 1915 in Épernay (Marne)                    | 1944 in L'Épine (Marne), hingerichtet                       | Maschinenbauingenieur          |              |      |
| Pierre Jeanson                                      | [ 13 ]        | 1916 in Bréviandes                         | 2003 in Auxon                                               | Mechaniker                     | (Max)        |      |
| Georges Lapouge                                     |               | 1914 in Saint-Rabier                       | 2013 in Paris                                               | Priester                       | (57) Gründer |      |
| Noel Le Got                                         | [ 14 ]        | 1921 in Bourg-Blanc                        | 2015 in Brest                                               |                                | (57)         |      |
| Yvonne Le Roux                                      | [ 15 ]        | 1923 in Saint-Pierre-Quilbignon            | 2012 in Bourg-Blanc                                         |                                | (57)         |      |
| Jacques Lecompte-Boinet                             | [ 16 ]        | 1905 in Evreux dans l'Eure                 | 1974 in Sèvres                                              | Beamter, Minister, Botschafter | (RR)         |      |
| Paul Lemarchand                                     | [ 17 ]        | 1919 in Paris                              | 2002 in Morangis                                            | Elektriker für Autos           | (Max)        |      |
| Pierre Mabille (?)                                  |               | 1904 in Reims                              | 1952 in Paris                                               | Arzt, Schriftsteller           |              |      |
| Marie-Annie Martin-Sane                             | [ 18 ]        | 1920 in Paris                              | 1988 in Villejuif                                           | Diplomatin                     |              |      |
| Genevieve Ménez                                     | [ 19 ]        | 1922 in Brest                              | 2015 in Bohars                                              |                                |              |      |
| Alphonse Moysan                                     | [ 20 ]        | 1893 in Saint-Pierre-Quilbignon            | 1953 in Brest                                               |                                |              |      |
| Roger Pencreach                                     | [ 21 ]        | 1914 in Brest                              | 1989 in Bry-sur-Marne                                       |                                | (Max)        |      |
| Louis Prunier                                       | [ 22 ]        | 1886 in Dissay-sous-Courcillon (Sarthe)    | 1944 im Lager Souge, Gemeinde Martignas-sur-Jalle (Gironde) | Reeder                         |              |      |
| Bernard Quentin                                     |               | 1923 in Doingt-Flamicourt oder Paris (16.) | 2020 in Chevilly-Larue                                      | Bildhauer, Designer und Maler  |              |      |
| Robert Reyl                                         |               | 1919 in Sevres                             |                                                             |                                | (RR) Gründer |      |
| Jean Roquigny                                       | [ 23 ] [ 24 ] | 1922 in Warschau, Polen                    |                                                             |                                | (Max)        |      |
| Henri Sens                                          | [ 25 ]        | 1922 in Langueux                           | 1968 in Saint-Brieuc                                        |                                | (Max)        |      |
| Louis Sparfel                                       | [ 26 ]        | 1908 in Brest                              | 1990 in Brest                                               | Apotheker                      |              |      |
| Joseph Tassin                                       | [ 27 ]        | 1920 in Lampaul-Plouarzel                  | 2005 in Brest                                               | Feuerwehrmann                  | (Max)        |      |
| Renée Triboult                                      | [ 28 ]        | 1897 in Echouboulains (Seine-et-Marne)     | 1987 in Draveil (Essonne)                                   | Buchhaltungsassistentin        |              |      |
| Jean de Vogüé                                       | [ 29 ]        | 1898 in Paris                              | 1972 in Maincy                                              |                                |              |      |